# کورتنی (بریتیش کلمبیا)
کورتنی (به انگلیسی: Courtenay) یکی از شهرهای کشور کانادا در منطقهٔ جزیره ونکوور واقع در استان بریتیش کلمبیا است.
جمعیت این شهر در سرشماری سال ۲۰۱۱ در کانادا ۲۴٬۰۹۹ نفر اعلام شد. هزاران سال پیش از مهاجرت اروپایی‌ها به این منطقه، مردمی محلی به نام «کوموکس» در این منطقه حضور داشتند. مردمان بومی این منطقه دارای دانشی جالب توجه در به کار بردن فن کشاورزی و ماهیگیری بودند.

## سرشماری
در سرشماری سال ۲۰۰۶ در کانادا، این منطقه شهری دارای ۲۱٬۹۴۰ سکنه و مجموع ۶٬۳۳۵ خانواده ساکن در شهر بود. ۹۴٪ اهالی شهر را ساکنان بومی (۶۷٫۳٪ مردم کوموکس و ۲۷٫۴٪ هم مردم بومی به نام میتی بودند) بقیه ساکنان شهر مهاجران اغلب آسیایی شرقی و عرب بودند.

## اقتصاد
مهم‌ترین منبع اقتصادی شهر در سال‌های گذشته‌استخراج و بهره‌برداری منابع طبیعی مانند: زغال سنگ، منابع جنگلی و هم‌چنین صنعت کشاورزی، پرورش آب‌زیان بود اما با کاهش این منابع در این منطقه و به‌طور کل در منطقه کوموکس ولی، اقتصاد شهر به سوی صنعت گردشگری سوق داده‌شد. هم‌اکنون بزرگترین منبع درآمدی این شهر صنعت گردشگری می‌باشد.

امروزه ۵۷۳٫۸ میلیون دلار در صنایع خردی که در شهر فعال هستند خرج می‌شود که نیمی از این مبلغ از راه خرید گردشگران در سوپرمارکت‌ها و پمپ بنزین‌های موجود در سطح شهر به‌دست می‌آید.

## هنر و فرهنگ
هر ساله در فصل تابستان، عمدتاً در ماه ژوئیه بزرگترین جشنواره موسیقی در منطقه جزیره ونکور در کوموکس ولی برگزار می‌شود که شرکت کنندگان و تماشاچیان فراوانی را از مناطق نزدیک و دور به این شهر می‌کشاند و با برپایی اردوگاه در این منطقه، در جشنواره موسیقی‌های الکترونیک شرکت می‌کنند. همچنین این شهر دارای یک سالن تئاتر و کتابخانه است که سالن کتابخانه آن متصل به شبکه جهانی اینترنت می‌باشد.

## آب و هوا
آب و هوای این منطقه بسیار مشابه با سایر شهرهای جزیره ونکوور، دارای اقلیم اقیانوسی با تابستان‌های گاهی مشابه با اقلیم مدیترانه‌ای با زمستان‌های معتدل بعضاً بسیار سرد در منطقه کوموکس ولی. میانگین دمای این شهر در تابستان بین ۱۵ تا ۲۵ درجه سانتیگراد در نوسان است. در زمستان نیز میانگین دمای این شهر بین ۰ تا ۱۰ درجه سانتیگراد در نوسان است.